# Caviahue-Copahue
Caviahue-Copahue is een plaats in het Argentijnse bestuurlijke gebied Ñorquín (departement) in de provincie Neuquén. De plaats telt 475 inwoners.